# 大久保常春
大久保 常春（おおくぼ つねはる）は、江戸時代中期の大名。下野烏山藩初代藩主。江戸幕府の若年寄、老中。烏山藩大久保家2代。

## 生涯

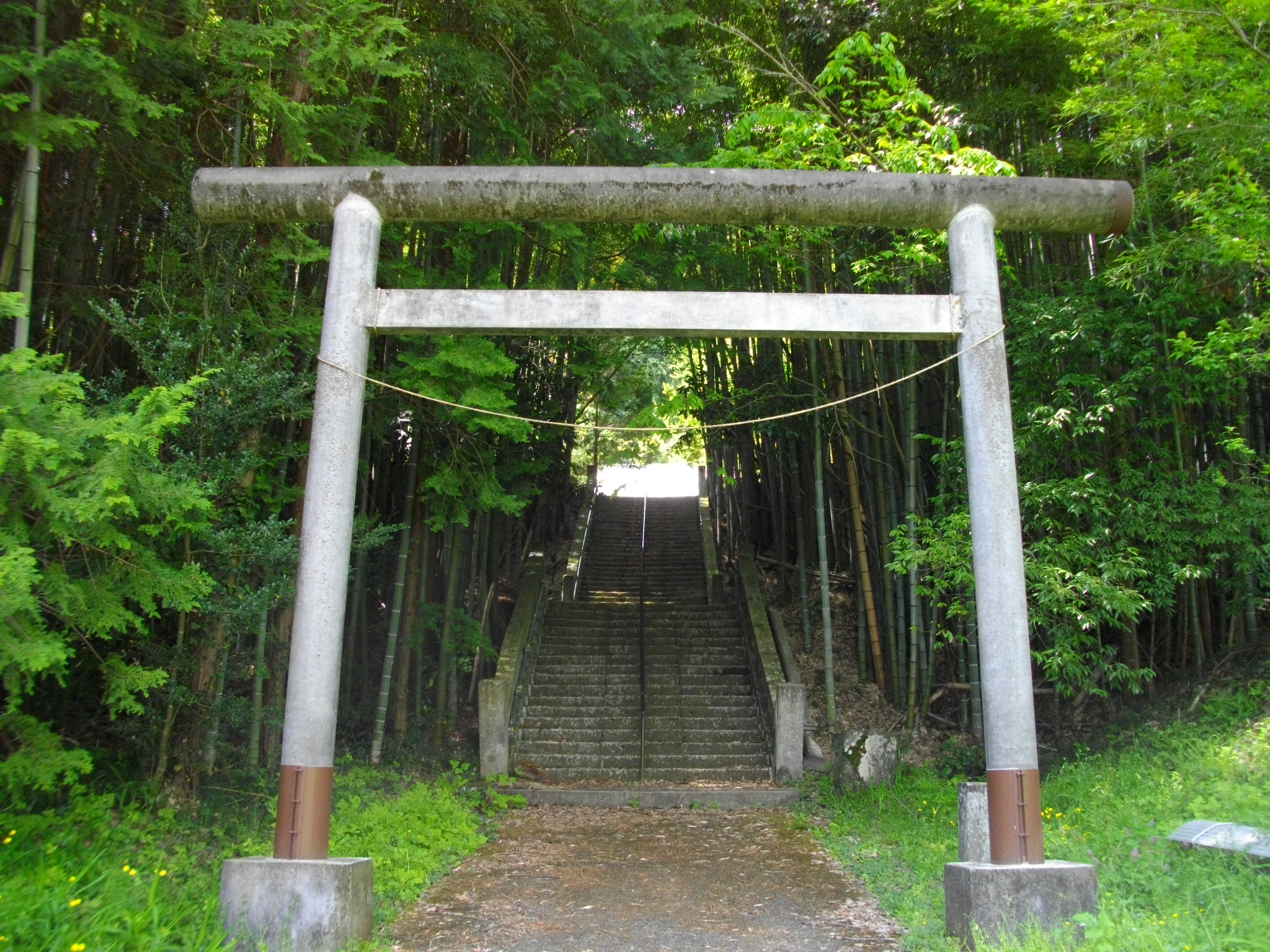
寿亀山神社。1879年（明治12年）、大久保家初代藩主大久保常春を祭神として、烏山城三の丸跡に創建された。

留守居、側衆などを歴任した大久保忠高の次男として生まれる。元禄12年（1699年）、父の隠居に伴い近江国内の領地1万石を相続する。その後、若年寄を経て老中となった。享保10年（1725年）には下野烏山に移封され、加増されて最終的に3万石となる。享保13年（1728年）、老中となるが同年に在職のまま死去した。享年54。

## 経歴
- 1675年（延宝3年）  生まれ
- 1699年（元禄12年） 家督相続（9月16日）
- 1711年（正徳元年） 側衆（9月5日）
- 1713年（正徳3年）  若年寄（8月3日）
- 1718年（享保3年）  5000石加増（3月3日）
- 1725年（享保10年） 烏山に国替（10月18日）
- 1728年（享保13年） 老中（5月15日～9月9日）、1万石加増、死去（9月9日）、享年54

## 官歴
- 1709年（宝永6年）  従五位下山城守
- 1714年（正徳4年）  佐渡守
- 1728年（享保13年） 従四位下

## 系譜
父母
- 大久保忠高（父）

正室、継室
- 牧野忠貴の娘（正室）
- 本多正永の娘（継室）

側室
- 小林氏

子女
- 大久保忠胤（長男）生母は小林氏（側室）
- 次男、生母は小林氏（側室）
- 大久保忠篤（三男）生母は小林氏（側室）